# Бад-Енгаузен
Бад-Енгаузен (нім. Bad Oeynhausen МФА: [ba:t'ʔø:nhaʊzn]) — місто в Німеччині, в землі Північний Рейн-Вестфалія. Підпорядковується адміністративному округу Детмольд. Входить до складу району Мінден-Люббекке.
Площа — 64,8 км2. Населення становить 48 535 ос. (станом на 31 грудня 2020).

## Географії

### Сусідні міста та громади
Бад-Енгаузен межує з 6 містами / громадами:
- Гілле
- Гюлльгорст
- Лене
- Мінден
- Порта-Вестфаліка
- Флото

## Галерея

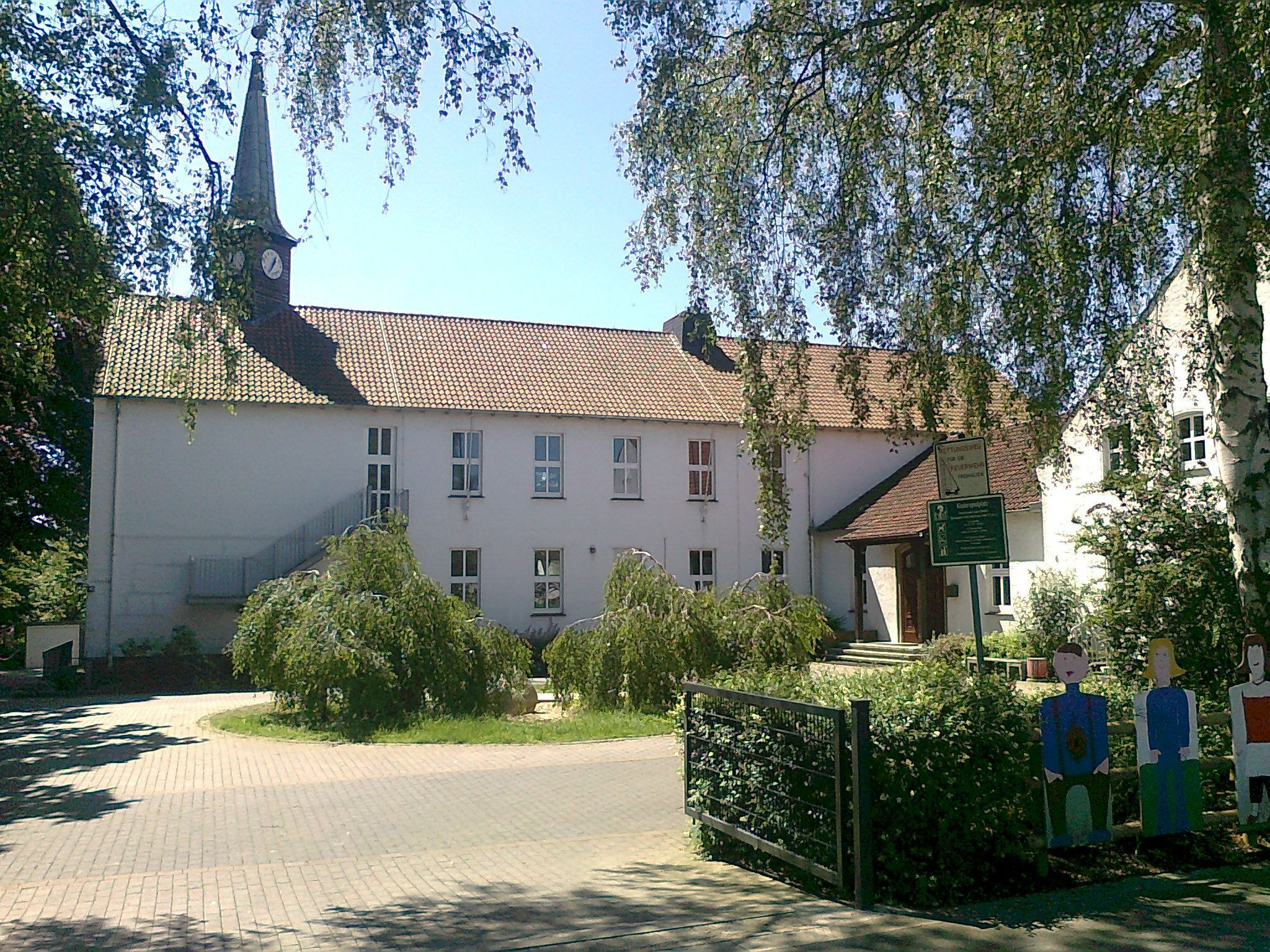
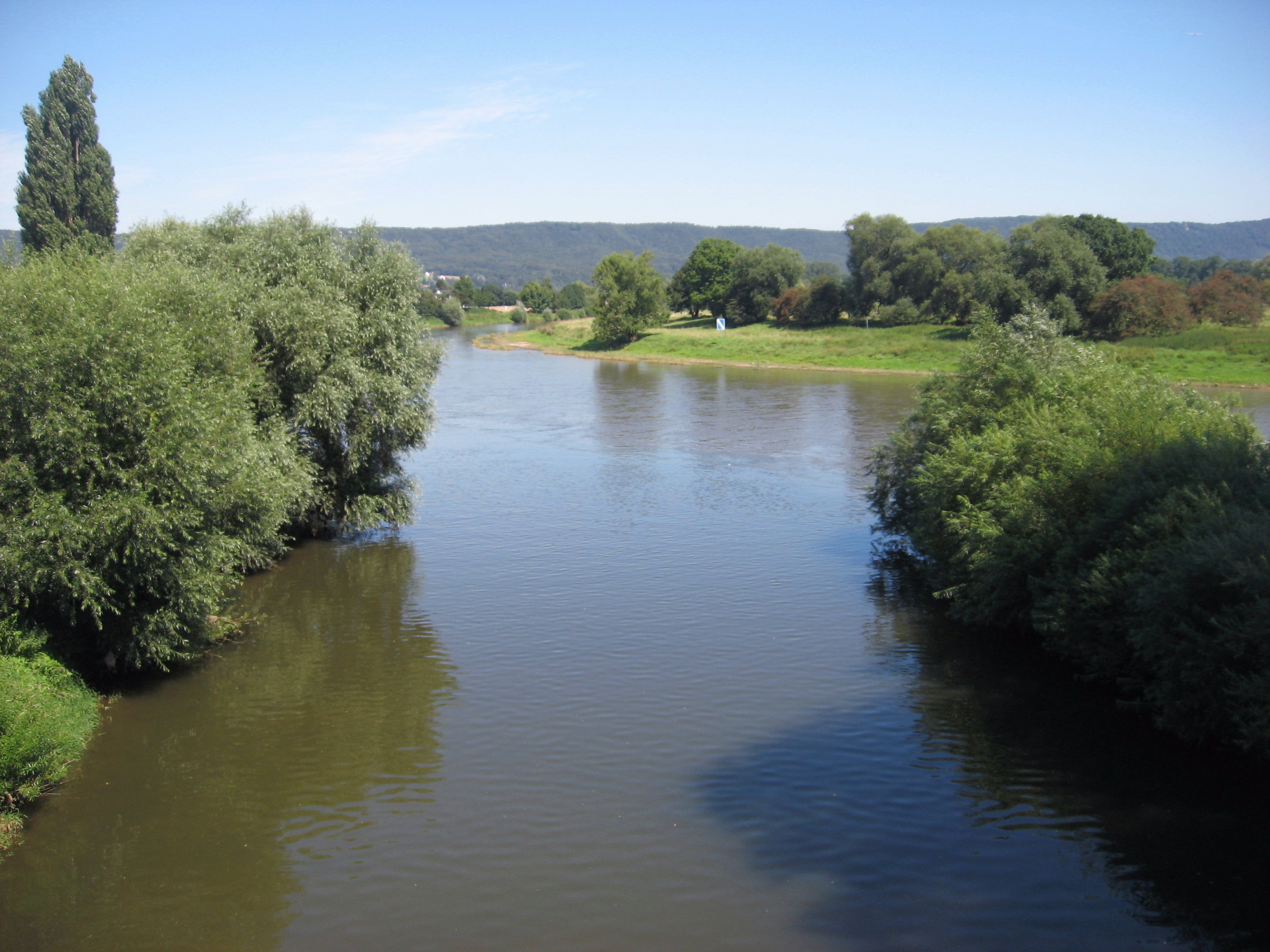
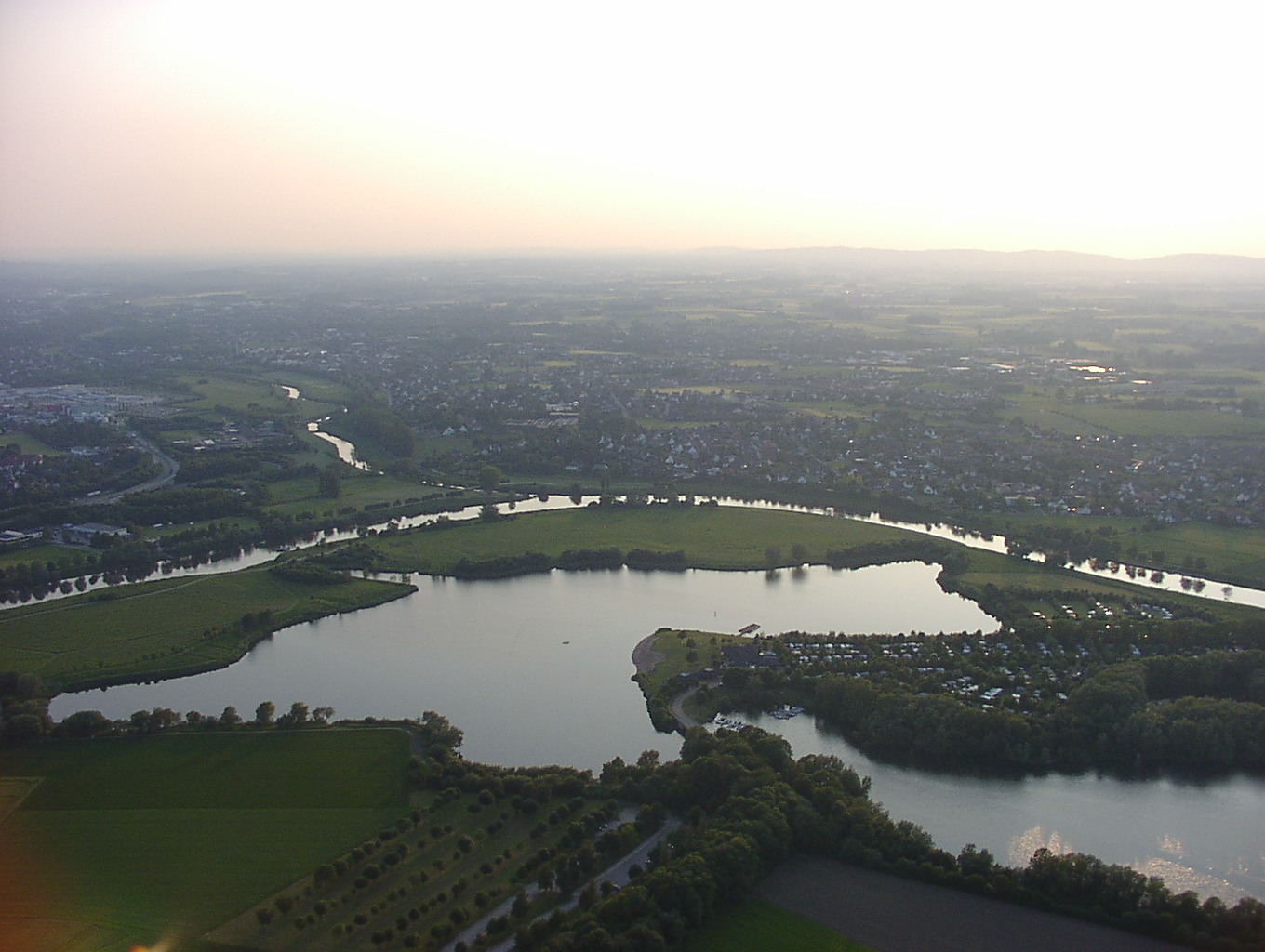
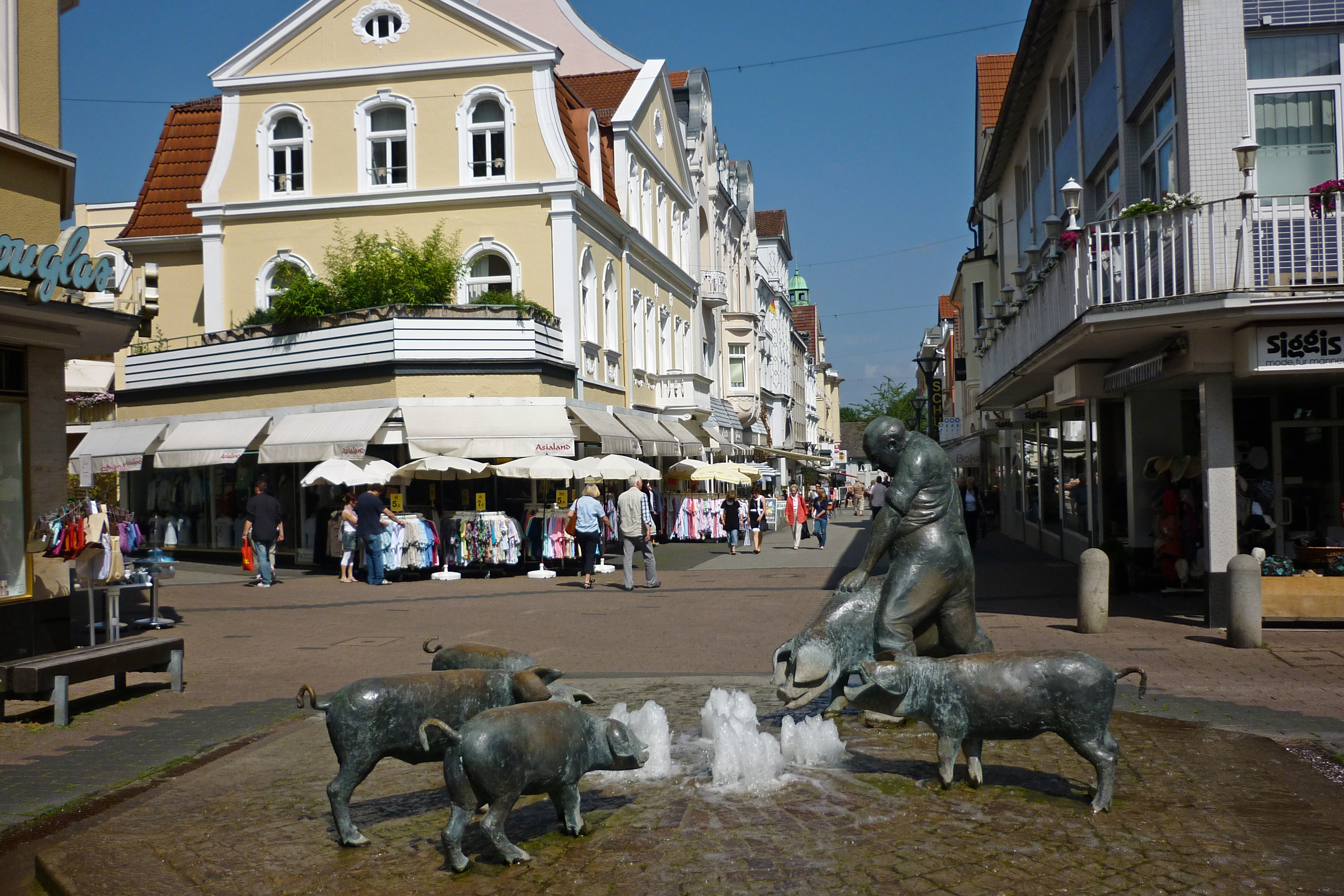
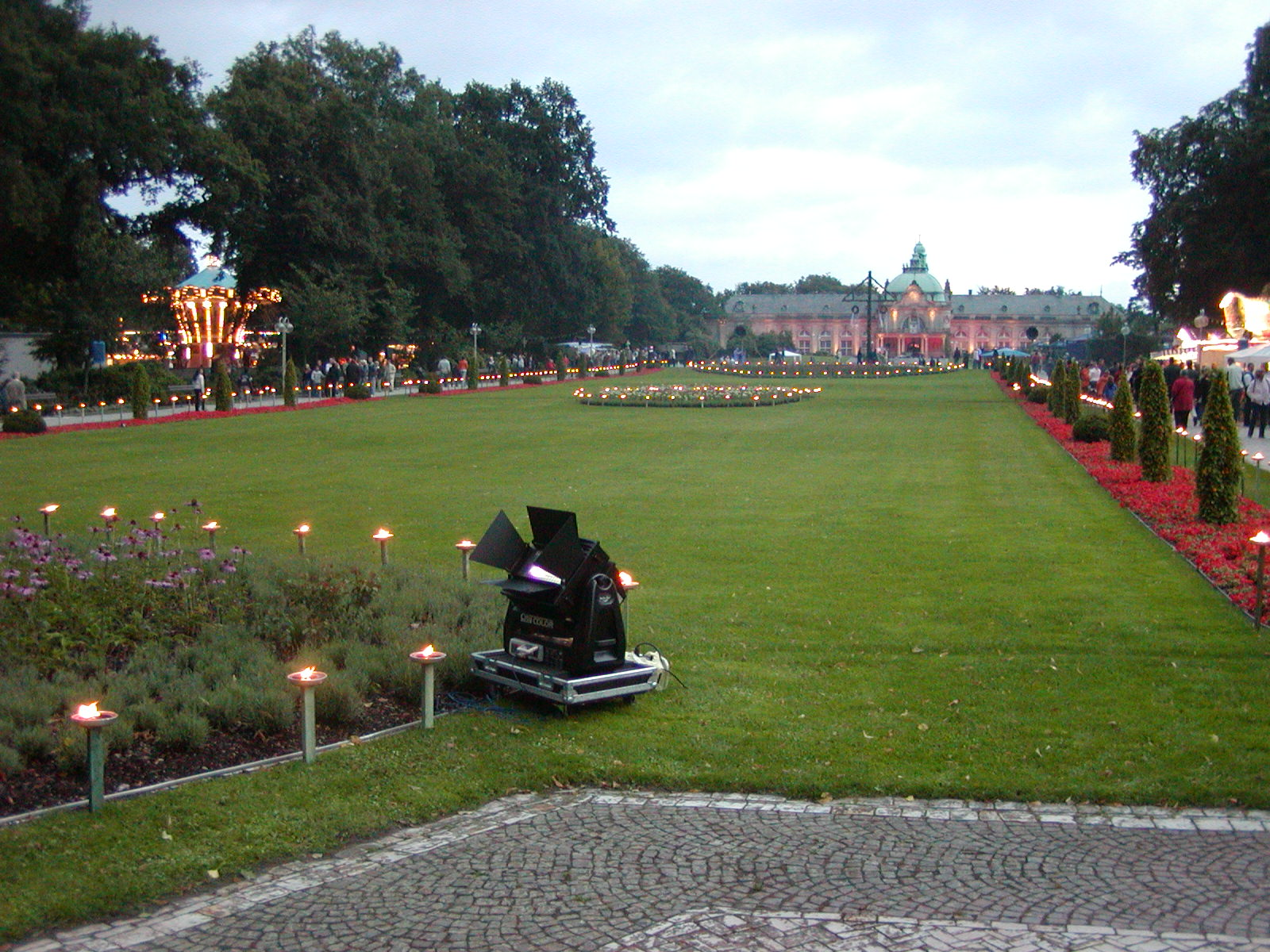
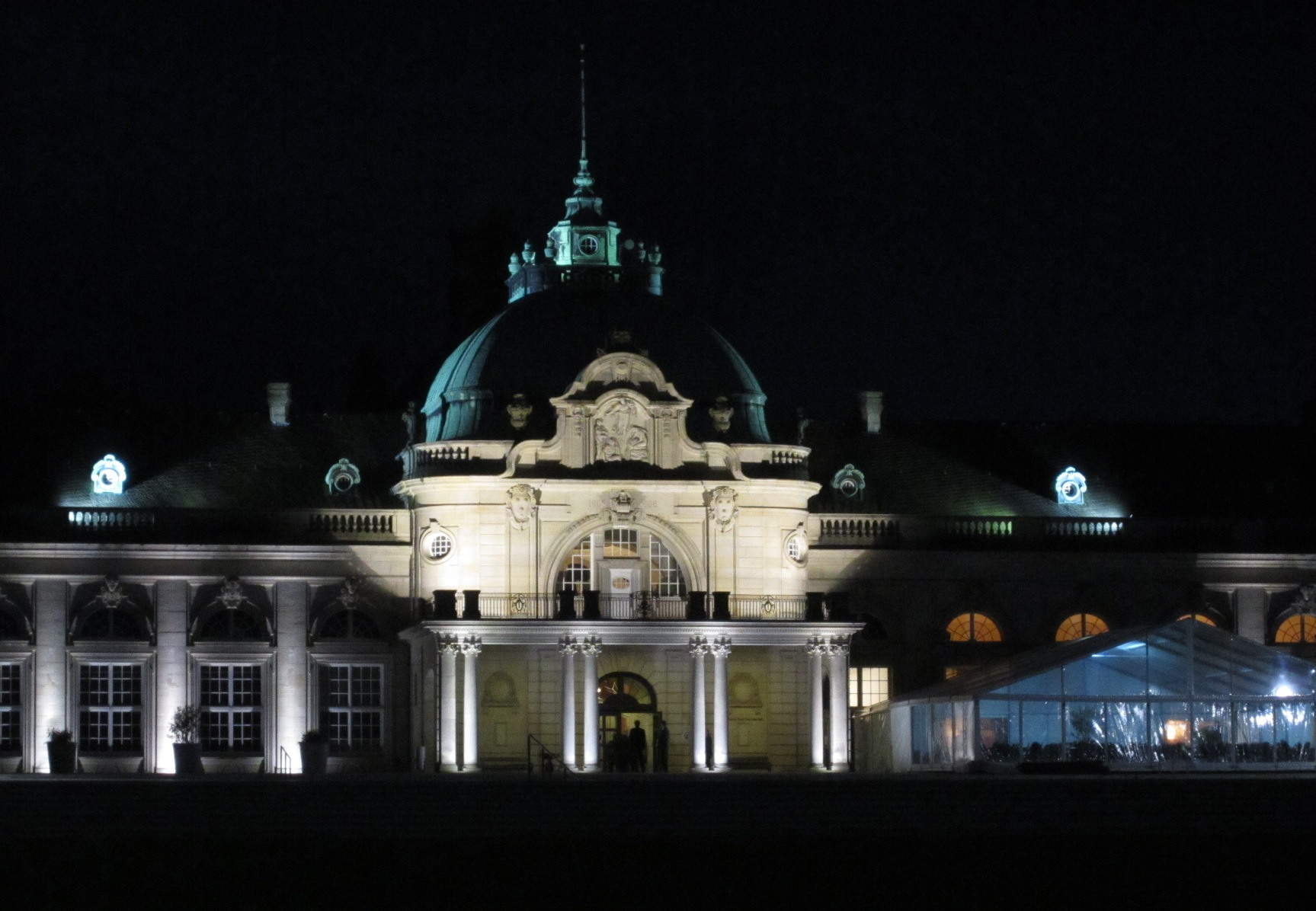

### Адміністративний поділ
Місто  складається з 8 районів:
- Бад-Енгаузен
- Деме
- Айдінггаузен
- Лое
- Реме
- Фольмердінгзен
- Версте
- Вульфердінгзен

## Персоналії
- Омельський Іполит Юрійович — український композитор, педагог, громадський діяч. Помер у місті.